# Yala (província)
Yala é uma província da Tailândia. Sua capital é a cidade de Yala.

## Distritos
A província está subdividida em 8 distritos (amphoes). Os distritos estão por sua vez divididos em 56 comunas (tambons) e estas em 341 povoados (moobans).
| 1. Mueang Yala 2. Betong 3. Bannang Sata 4. Than To | 1. Yaha 2. Raman 3. Kabang 4. Krong Pinang |

|  |